# Il Sodoma

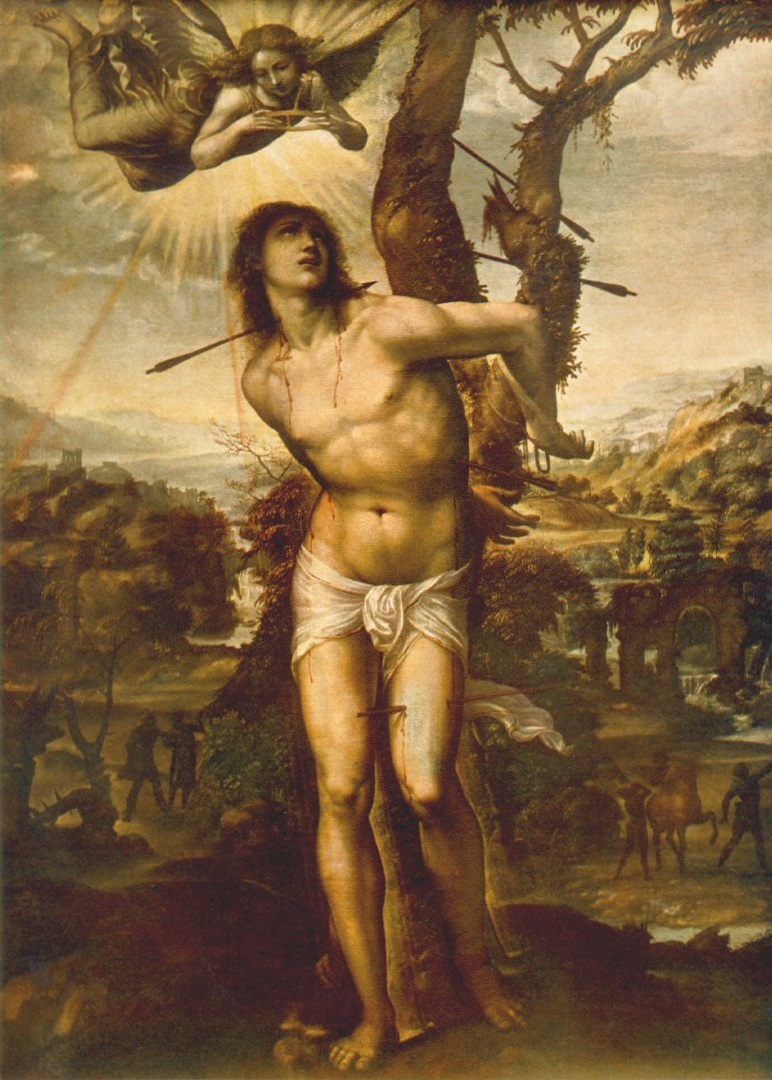
Sant Sebastià (1525). Galeria Palatina, Florència

Il Sodoma (Vercelli, 1477 — 14 de febrer de 1549?) va ser el nom que es va donar al pintor manierista italià Giovanni Antonio Bazzi. Il Sodoma va pintar en un estil que superposava l'estil alt-renaixentista romà de les primeries del segle xvi a les tradicions de l'escola Senesa. Va desenvolupar la major part de la seua carrera a Siena, amb dues estades a Roma.

## Biografia
Va nàixer a Vercelli (Piemont) l'any 1477. El seu primer mestre va ser l'arcaic Giovanni Martino Spanzotti. Sembla que també va estudiar amb el pintor Gerolamo Giovenone. Després d'adquirir el punyent colorit i altres característiques distintives de l'escola Llombarda i — tot i que no se sap si va visitar Milà— d'absorbir certs manierismes superficials de Leonardo da Vinci (Freedberg 1993:117), va traslladar-se a Siena abans de l'any 1503, potser reclamat per agents de la família Spannocchi. A Siena, va començar amb els cicles de frescos per als frares de l'orde de Mont-Olivet, així com amb unes sèries de petits panells per a sostre amb temes d'Ovidi i un fris que descrivia la carrera de Juli Cèsar, per al palau Chigi, encàrrec de Sigismondo Chigi.
En companyia de Pinturicchio, Sodoma va ser un dels primers que va introduir a Siena l'estil propi de l'alt Renaixement. La seua primera obra important va ser la sperie de disset frescos per al monestir benedictí de Monte Oliveto Maggiore, en la ruta de Siena a Roma, amb escenes de la vida de sant Benet, que eren una continuació dels que Luca Signorelli havia començat l'any 1498. Havia guanyat fluïdesa en l'estil popular de Pinturicchio i va acabar el conjunt l'any 1502. Va incloure-hi un autoretrat amb toixons.
Va ser invitat a Roma l'any 1508 pel cèlebre comerciant senès Agostino Chigi i hi va ser contractat pel papa Juli II en la Stanza della Segnatura, al palau Vaticà. Hi va executar dues grans composicions i diversos ornaments i grotescos en voltes dividides en compartiments falsos, a la manera antiga que Pinturrichio havia fet reviscolar recentment, treballant al mateix temps que Rafael. La retòrica contalla de Vasari respecte del fet que les millors obres del Sodoma no van agradar al papa, que va encarregar a Rafael reemplaçar un cicle sobre el tema Justícia, poesia i teologia no se sustenta en els documents.
Abans de l'octubre de 1510 havia tornat a Siena, on va pintar l'exterior del palau Chigi en clarobscur monocrom, amb escenes de la Bíblia i de l'antiguitat, les primeres d'aquesta classe que es van poder contemplar a Siena. Les seues obres d'aquesta etapa comencen a mostrar algunes influències florentines, especialment de fra Bartolomeo.
Reclamat de nou a Roma pels Chigi, va pintar a la vil·la Chigi (actualment vil·la Farnesina), en companyia de Baldassarre Peruzzi, escenes de la vida d'Alexandre el Gran: Alexandre a la tenda de Darios i les Esposalles del conqueridor amb Roxanna, que alguns autors consideren la seua obra mestra. Quan el papa Lleó X va ascendir al pontificat (1513), Sodoma li va regalar un quadre de la Mort de Lucrècia (o de Cleòpatra VII d'Egipte, segons diferents versions). Lleó li va donar una gran suma de diners com a recompensa, i el va nomenar cavaliere.
Sodoma tornà a Siena i, posteriorment, va treballar a Pisa, Volterra i Lucca. Des de Lucca va tornar a Siena no gaire abans de la seua mort, que va tenir lloc el 14 de febrer de 1549 (biografies antigues n'indiquen l'any 1554). Suposadament, havia malbaratat les seus propietats i hom diu, sense suport documental, que va morir en la pobresa al gran hospital de Siena.
En la seua joventut va estar casat, però ben aviat es va separar de la seua muller. Una filla es va casar amb Bartolomeo Neroni, anomenat també Riccio Sanese o maestro Riccio, un dels principals deixebles de Sodoma.
Hom diu que Sodoma es va burlar de Les vides d'artistes de Giorgio Vasari, i que en venjança aquest va presentar-lo com a degenerat moral i va menysprear la seua obra. Segons Vasari, Bazzi era conegut com a "Il Mattaccio" ('l'impulsiu, el maníac'), malnom que li van imposar els frares de Monte Oliveto. Vestia amb ostentació, com un xerraire, i sa casa era com l'arca de Noè, amb l'estranya barreja d'animals que hi tenia. Va ser un mestre de les bromes; enamorat de la música, cantava poemes escrits per ell mateix sobre temes indecorosos.
Vasari diu que Sodoma va ser sempre un artista negligent i que el seu inicial èxit a Siena, on va pintar molts retrats, va ser degut a la manca de competència, un judici que comparteix Sidney Freedberg. També afirma que, a mesura que anava madurant, Sodoma esdevingué massa peresós, i que en lloc de fer cartons per als frescos, els gargotejava directament sobre el mur. No obstant això, Vasari admet que Sodoma va fer algunes obres de gran qualitat i que durant la seua vida va gaudir d'una elevada reputació.
Algunes de les seues obres, incloent-hi la Sagrada Família que avui dia es conserva a la Pinacoteca de Siena, han estat atribuïdes erròniament a Leonardo da Vinci. Se'n conserven poques pintures de cavallet; n'hi ha dues a la National Gallery de Londres.
Alguns crítics veuen en la Mare de Déu de Sodoma que es conserva a la Pinacoteca di Brera (si en realitat és obra seua) la directa influència d'aquest mestre. La crítica moderna tendeix a no donar crèdit a l'afirmació feta per Morelli que Rafael va pintar el retrat del Sodoma al costat del seu en L'escola d'Atenes.
Entre les seues obres mestres cal esmentar també els frescos, acabats l'any 1526, a la capella de Santa Caterina de Siena de l'església de Sant Domènec, que mostren la santa en èxtasi, llanguint en rebre l'eucaristia d'un àngel. A l'oratori de Sant Bernardí, hi ha escenes de la vida de la Mare de Déu, pintades en companyia de Pacchia i Beccafumi (1536-1538) —la Visitació i l'Assumpció. A San Francesco es troba el Davallament de la creu (1513) i Crist assotat. Molts crítics consideren una o altra d'aquestes dues obres com l'obra mestra del Sodoma. Al cor de la catedral de Pisa es troba el Sacrifici d'Abraham, i a la galeria dels Uffizi un Sant Sebastià.

## Antologia parcial d'obres
- Davallament "Cinuzzi" (abans de 1513) -Pinacoteca, Siena
- La mort de Lucrècia (1513) -Museu de Belles Arts, Budapest
- Sant Jordi i el drac (1518) -National Gallery of Art, Washington, D.C.
- Les esposalles d'Alexandre i Roxanna -Fresc, Vil·la Farnesina, Roma
- Al·legoria de l'amor celestial (col·lecció Chigi-Saracini, Siena)
- El camí del calvari (1510) -Museu de Belles Arts, Budapest
- Flagel·lació de Crist (1510) -Museu de Belles Arts, Budapest
- El rapte de les sabines  (1525) -Galleria Nazionale d'Arte Antica, Roma
- Tres destins (1525) -Galleria Nazionale d'Arte Antica Roma
- Sant Sebastià (1525) -Oli sobre llenç, 206 x 154 cm Galeria Palatina, Florència
- Ordenació de sant Alfons (1530) -Santo Spirito (Siena)
- Adoració dels Reis Mags (c. 1530) -Sant'Agostino (Siena)
- Esposalles místiques de santa Caterina (1539-1540) -Galleria Nazionale d'Arte Antica, Roma
- Leda -Galeria Borghese, Roma
- Pietà -Santa Maria dell'Orto, Roma
- Magdalena -Col·lecció Pandolfini, Florència
- Pietà (1540) -Galeria Borghese, Roma
- Sacra conversa (1542) -Museu nacional de San Matteo, Pisa
- Sant Sebastià amb Mare de Déu i àngels (1542) -Museu nacional de San Matteo, Pisa